# Nudymi
Il Nudymi (in russo Мурамня?) è un fiume dell'Estremo oriente russo che scorre nel Territorio di Chabarovsk).
Il fiume è un affluente di destra della Maja e sub-affluente dell'Aldan (bacino della Lena). Nasce dal versante nord-occidentale dei monti Džugdžur; scorre in direzione mediamente nord-occidentale. Sfocia nella Maja a 822 km dalla foce. La lunghezza del fiume è di 123 km, l'area del bacino è di 2 770 km².